# Storflotjärnen (Ramsele socken, Ångermanland, 704500-153879)
Storflotjärnen är en sjö i Sollefteå kommun i Ångermanland och ingår i Ångermanälvens huvudavrinningsområde.